# Concha Criado Máñez
Concha Criado Máñez (Vilanova del Grau, 22 de gener de 1897 - València, 1990) fou una metgessa valenciana, llicenciada en Medicina per la Universitat de València. Va ser la primera metgessa amb plaça de titular en un municipi espanyol.
Era filla d'Indaleci Criado Robredo i Conxa Máñez Ferrer, tots dos de Bunyol, que tenen a Vilanova del Grau el seu negoci de vins. Va viure al Grau mentre estudiava Medicina a València, després va viure a la Residencia de Señoritas de Madrid. Es va especialitzar en oftalmologia.
Els primers anys va exercir de metgessa a Carcelén, on feia de mestra la seua germana, María Criado Máñez. A més de la medicina clínica, també es va implicar en la medicina social, en actuar per al subministrament d'aigua potable i millorar les condicions d'higiene, llum i ventilació a l'escola. Va instal·lar una clínica oftalmològica, on va fer, amb èxit, diverses cirurgies de cataractes a persones grans del poble.
Un cop casada amb el seu col·lega, José Albalat García, l'octubre de 1929, obtingué en propietat la plaça de metge titular de Xirivella. Com recollia la premsa, «…ha estat nomenada metgessa titular de Xirivella la senyora María de la Concepción Criado, essent a Espanya el primer cas en què recau un nomenament d'aquest caràcter en persona del sexe femení».
El 1939, acabada la guerra, es trasllada a viure a València, on estableix una consulta compartida amb el seu marit. Va morir a València el 1990, on va ser enterrada.